# Hilde Ziegler

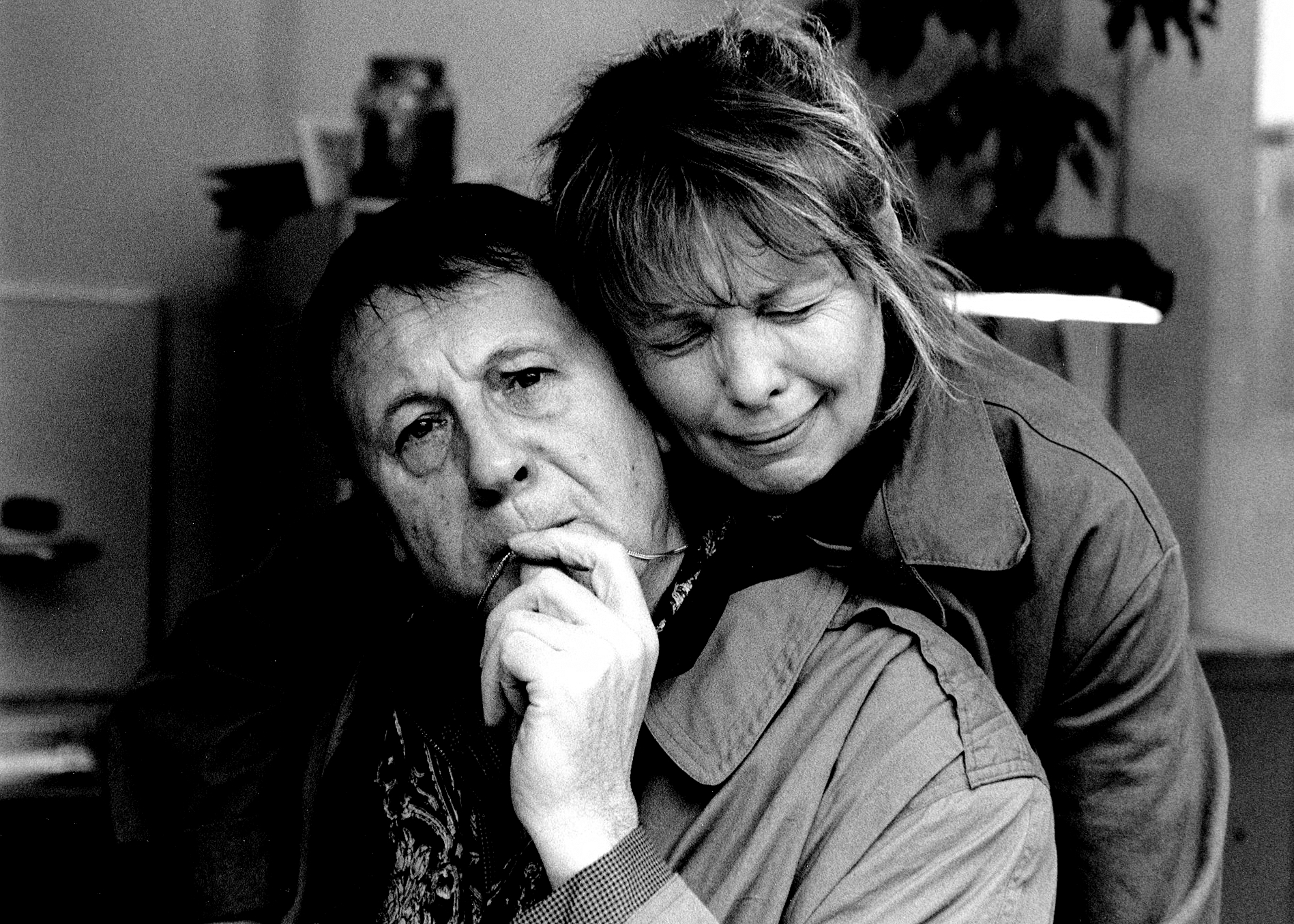
Hilde Ziegler (rechts) mit Günter Lamprecht (links)

Brunhilde Gertrud Ziegler (verehelichte Spalinger-Ziegler) (* 20. Juni 1939 in Lörrach; † 9. Februar 1999 in Leymen) war eine deutsche Schauspielerin, Hörspielsprecherin und Autorin.

## Leben
Hilde Ziegler war die Tochter des Metzgermeisters und Kaufmanns Karl Ziegler (1910–1997) und dessen Frau Gertrud Paula geb. Schmidt (1911–1982). Ihr älterer Bruder Ernst Friedrich wurde 1937 geboren. Sie besuchte ab 1945 die Volksschule in Weil am Rhein. 1949 wechselte sie an das Hans-Thoma-Gymnasium Lörrach, später besuchte sie die Rudolf-Steiner-Schule in Basel, die sie nach Erreichen der Mittleren Reife nach der 10. Klasse verließ.
Nachdem sie nach Beendigung ihrer Schulzeit zunächst im Schreibwarenladen ihrer Mutter gearbeitet hatte, besuchte Ziegler für kurze Zeit das Wiener Max Reinhardt Seminar. Nach ihrer Rückkehr nahm sie Sprech- und Schauspielunterricht bei Milena von Eckardt. 1959 hatte sie erste Rollen am Stadttheater Basel. Engagements führten sie ab 1963 an die Münchner Kammerspiele und das Landestheater Hannover, ehe sie 1968 nach Basel zurückkehrte. Gastspiele gab sie am Schauspielhaus Zürich und dem dortigen Theater am Neumarkt.
Bekannte Rollen Zieglers waren unter anderem die Barblin in Max Frischs Drama Andorra und Miranda in Der Sturm von William Shakespeare. Größere Rollen verkörperte sie ebenfalls in Stücken von Ödön von Horváth: Sie spielte die Elisabeth in Glaube Liebe Hoffnung, Marianne in Geschichten aus dem Wienerwald oder die weibliche Titelrolle in Kasimir und Karoline. Diese Inszenierung von Hans Hollmann wurde 1969 zum Berliner Theatertreffen eingeladen. Weiter war Ziegler die Eve in Heinrich von Kleists Zerbrochnem Krug und Elmire in Tartuffe von Molière.
Anfang der 1960er-Jahre begann Hilde Ziegler für Film und Fernsehen zu drehen. Sie hatte Gastauftritte in verschiedenen deutschen Fernsehserien und spielte in Filmen wie Die Schweizermacher, Der Tod zu Basel oder der in Schweizerdeutsch gedrehten Komödie Leo Sonnyboy. 
Ziegler war außerdem eine vielbeschäftigte Hörspielsprecherin, häufig in Produktionen alemannischer Mundart. Sie schrieb selber Hörspiele und übersetzte Stücke ins Alemannische.
Die vielseitige Künstlerin war darüber hinaus Autorin einiger Bücher. In Während der Verlobung wirft einer einen Hering an die Decke schilderte sie ihre Kindheitserlebnisse, Guten Morgen und Goethe Nacht fasste ihre zwischen 1991 und 1999 geschriebenen Kolumnen für die Basler Zeitung zusammen. Postum erschien 2003 das Buch Ich wusste, wohin die Reise geht mit Texten aus ihrem Nachlass.
Hilde Ziegler war seit 1963 mit dem Berufskollegen Adolph Spalinger in dessen zweiter Ehe verheiratet. Unter seiner Regie trat sie häufig in Basel auf. Sie lebte zuletzt im südelsässischen Leymen, wo das Paar 1965 einen alten Bauernhof erworben hatte. Schwer erkrankt, schied Hilde Ziegler im Februar 1999 freiwillig aus dem Leben.

## Filmografie (Auswahl)
- 1963: Sonderurlaub
- 1963: Der Liebesdienst
- 1964: Kommissar Freytag – Der rettende Stempel
- 1966: Das Haus auf der Insel
- 1967: Das Kriminalmuseum – Das Kabel
- 1968: Chronik der Familie Nägele – Anno 1960
- 1973: Butler Parker – Die Hellseherin
- 1973: Frühbesprechung – Die Handschrift
- 1974: Konfrontation
- 1975: Ein Fall für Männdli – Mister X
- 1978: Die Schweizermacher
- 1979: Messidor
- 1980: Der Sprung von der Brücke
- 1983: Monaco Franze – Der ewige Stenz – Der Friedensengel
- 1985: Eine Klasse für sich – Das Treffen der Ehemaligen
- 1985: Bereit zum Mord
- 1986: Rette mich, wer kann – Witwentrost und Leidenschaft
- 1989: Leo Sonnyboy
- 1992: Der Tod zu Basel
- 1994: Wachtmeister Zumbühl
- 1997: Irrlichter
- 1999: Beresina oder Die letzten Tage der Schweiz

## Hörspiele

### Als Sprecherin (Auswahl)
- 1966: Jochen Ziem: Besuchstag – Regie: Heinz Wilhelm Schwarz – SWF
- 1967: Harold Pinter: Abendkurs – Regie: Martin Esslin – SR DRS/BR/ORF
- 1978: Wilhelm Genazino: Die Situation des Mieters Eduard – Regie: Lilo Külp – SWF
- 1978: Alain Claude Sulzer: Die Weltreise – Regie: Lilo Külp – SWF
- 1979: Jean Claude Grumberg/Anne Marie Treichler: S‘ isch immer S‘ Gleiche in de Ferie – Regie: Lilo Külp – SWF
- 1979: Alain Claude Sulzer: Abghaue oder vermißt wird – Regie: Lilo Külp – SWF
- 1984: Thomas Lehner: Der rätselhafte Kaspar Hauser oder Schwierigkeiten beim Entziffern der Welt – Regie: Thomas Lehner – SWF
- 1984: Christina Calvo: S‘ Fleischli – Regie: Matthias Spranger – SWF (Monolog)
- 1985: Thomas Strittmatter: Der Polenweiher – Regie: Ursula Langrock – SWF
- 1986: Frieder Faist: Der Herr von Zimmer 7 – Regie: Matthias Spranger – SWF
- 1988: Gerhard Willert: So du dich beugst – Regie: Gerhard Willert – SWF
- 1989: Frieder Faist: Rummlers Ruhestand – Regie: Matthias Spranger – SWF
- 1989: Alfred Probst: Vu Wege Gschwätz… – Regie: Matthias Spranger – SWF
- 1990: Adolf Schröder: Briefe an Franz Pawell – Regie: Gerhard Willert – RB
- 1991: Jürgen Stumpfhaus: Der Bankert – Regie: Jürgen Stumpfhaus – SWF
- 1992: Fitzgerald Kusz: Arbet – Regie: Friedlinde Beetz – SWF
- 1993: Fritz Zorn: Zorn – Regie: Norbert Schaeffer – SWF
- 1993: Hugo Rendler: Happy End – Regie: Viola Blankenburg – SWF
- 1997: Klaus Amann: Tod im Monte Kalino – Regie: Thomas Lehner – SWF
- 1998: Rita Breit: Krähenbräutigam – Regie: Thomas Lehner – SWR
- 1998: Katrin Seebacher: Morgen oder Abend – Regie: Berthold Blaes – SWR

### Als Autorin und Sprecherin
- 1983: Mamme, verzell jetzt vo Berlin – Regie: Matthias Spranger – SWF
- 1984: Oh Mamme – Regie: Thomas Lehner – SWF

### Als Übersetzerin und Sprecherin
- 1993: Christine Calvo: Die Reise nach Amerika – Regie: Friedlinde Beetz/Thomas Lehner – SWF
- 1995: Rita Breit: Der Jahrmarktshitler – Regie: Thomas Lehner – SWF
- 1995: Fitzgerald Kusz: Mama – Regie: Friedlinde Beetz – SWF

## Veröffentlichungen (Auswahl)
- 1988: Während der Verlobung wirft einer einen Hering an die Decke, Lenos-Verlag, Basel, ISBN 978-3-85787-167-2
- 1999: Guten Morgen und Goethe Nacht, Lenos-Verlag, Basel, ISBN 978-3-85787-284-6
- 2003: Ich wusste, wohin die Reise geht, Lenos-Verlag, Basel, ISBN 978-3-85787-339-3